# Euphorbia conzattii
Euphorbia conzattii är en törelväxtart som beskrevs av Victor W. Steinmann. Euphorbia conzattii ingår i släktet törlar, och familjen törelväxter. Inga underarter finns listade i Catalogue of Life.